# Holger Kuttroff

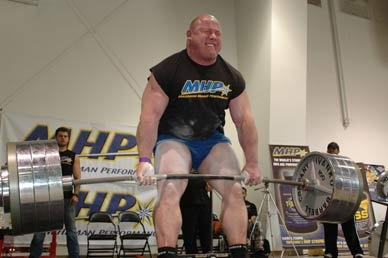
Holger Kuttroff (2010)

Holger Kuttroff (* 10. September 1969 in Esslingen am Neckar; † 13. Juli 2010 ebenda) galt als einer der erfolgreichsten Kraftdreikämpfer in Deutschland.

## Leben
Holger Kuttroff begann seine ursprüngliche Sportlerlaufbahn als BMX-Fahrer in Aichwald, ehe er dann den Wechsel zum Kraftsport vollzog. Er war über 20 Jahre lang in der Powerlifter-Szene aktiv und erzielte umfangreiche Erfolge. Bereits in der Junior-Klasse wurde er baden-württembergischer Meister, ehe er in der Kraftdreikampf-Bundesliga aktiv war. Kuttroff galt nicht nur in Deutschland als ein Ausnahme-Athlet. Er wurde u. a. dreifacher Europameister, gewann 2001 die Weltmeisterschaft beim WPC-Verband (World Powerlifting Championship) und erreichte 2003 das WPO-Finale (World Powerlifting Organization) in Atlanta, USA.
Mit 459 kg im Kniebeugen stellte er zudem 2003 bei der deutschen WPC-Meisterschaft einen damals neuen Weltrekord auf.
Er starb während einer Trainingseinheit in seinem langjährigen Studio Pigs Point in Esslingen am Neckar im Alter von 40 Jahren an einem Herzinfarkt.